# Église Saint-Barthélémy de Chénérailles
Pour les articles homonymes, voir Église Saint-Barthélémy.
L'église Saint-Barthélemy est une église située en France sur la commune de Chénérailles, dans le département de la Creuse, en région Nouvelle-Aquitaine.
Elle fait l'objet d'une protection au titre des monuments historiques.

## Localisation
L'église Saint- Barthélemy est située dans le centre du département français de la Creuse, en Haute Marche, dans le vieux bourg de Chénérailles, face à la mairie, à proximité des routes départementales 990 et 997.

## Histoire et architecture

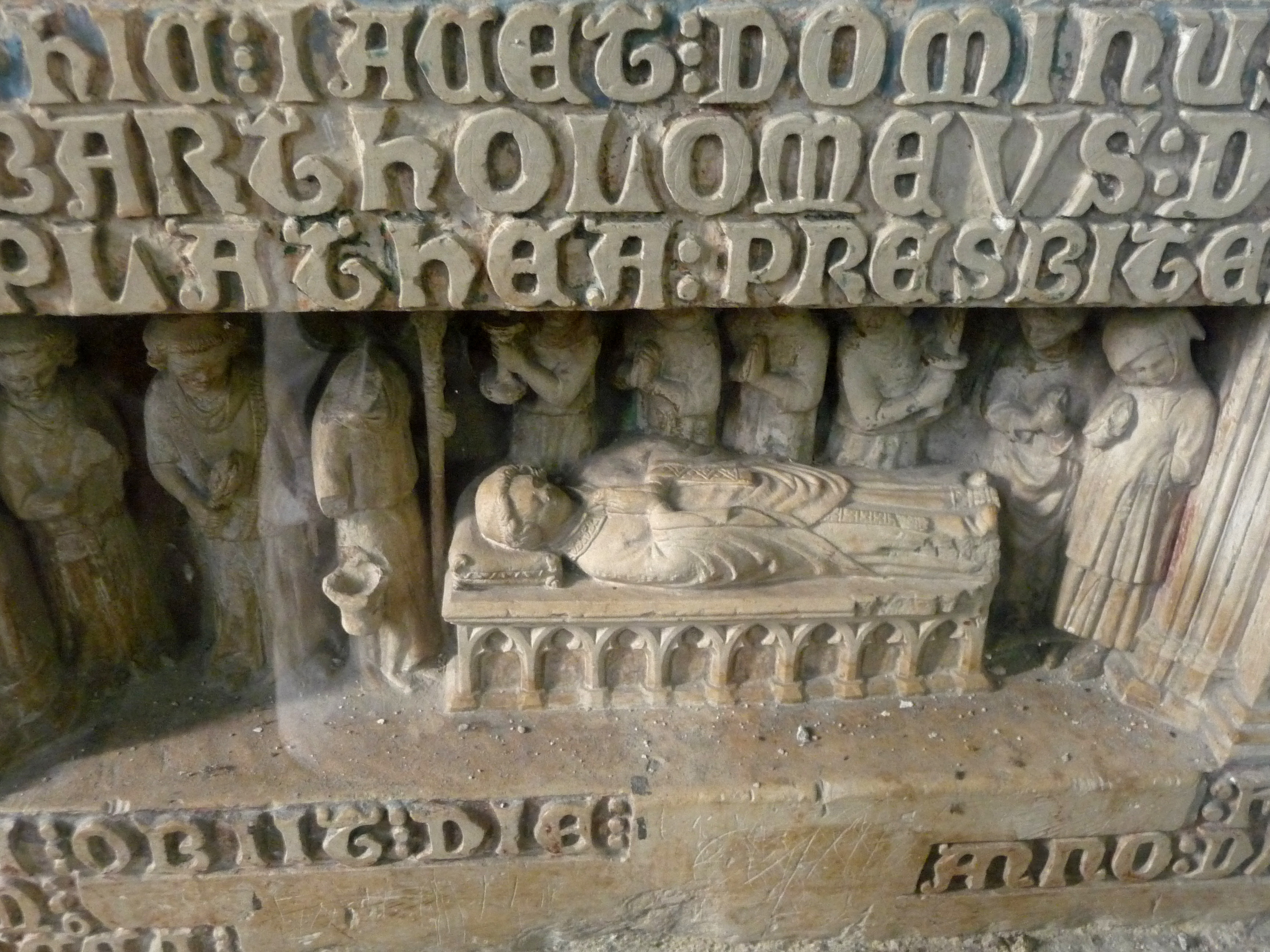
Détail de la plaque funéraire de Barthélemy de la Place.

L'église est construite au XIIIe siècle, et son édification serait due au prêtre Barthélemy de la Place (mort en 1300). Elle dépendait de la proche abbaye de Bénévent. Au siècle suivant, la chapelle seigneuriale de la famille d'Etangsannes a été adjointe à la nef, côté sud.
L'édifice est pourvu de deux portails, le principal au nord et un secondaire à l'ouest, ce dernier étant surmonté d'une niche dans laquelle se trouvait une statuette. La nef se compose de trois travées que prolonge le chœur terminé par un chevet plat. La flèche du clocher surplombe la première travée de la nef. La voûte en croisée d'ogives du chœur est ornée de peintures représentant quatre thèmes du Nouveau Testament : l'Annonciation, la Nativité, la Transfiguration et la Résurrection.
L'édifice est inscrit au titre des monuments historiques depuis le 20 octobre 1960.

## Mobilier
Parmi les objets que recèle l'église figurent :
- trois ensembles mobiliers classés le 2 juillet 1959 au titre des monuments historiques :
  - le placard-clôture des fonts baptismaux du XVIIe siècle[4] ;
  - le maître-autel du XVIIIe siècle[5] ;
  - les lambris et les stalles du chœur du XVIIe siècle[6] ;
- une plaque funéraire sculptée, du XIVe siècle, en calcaire, classée en 1862[7] ; elle représente les funérailles de Barthélemy de la Place, mort en 1300, considéré comme le fondateur de l'église de Chénérailles[1] ;
- un tableau représentant l'Assomption de Marie, et son cadre, inscrits le 22 avril 1977 au titre des monuments historiques[8] ;
- une statue du XIVe siècle en calcaire représentant la Vierge à l'Enfant, appelée localement « Notre-Dame-de Chénérailles », classée le 18 mars 1955[9] ;
- quatre statues du XVIIIe siècle en bois, inscrites le 22 avril 1977, représentant :
  - une autre Madone[10] ;
  - l'Immaculée Conception[11] ;
  - saint Pierre[12] ;
  - saint Barthélemy[13] ;
- quatre pyxides, dont une du XVIIIe siècle classée le 18 avril 2002[14], et trois du XIXe siècle inscrites le 4 juillet de la même année[15],[16],[17].

## Galerie

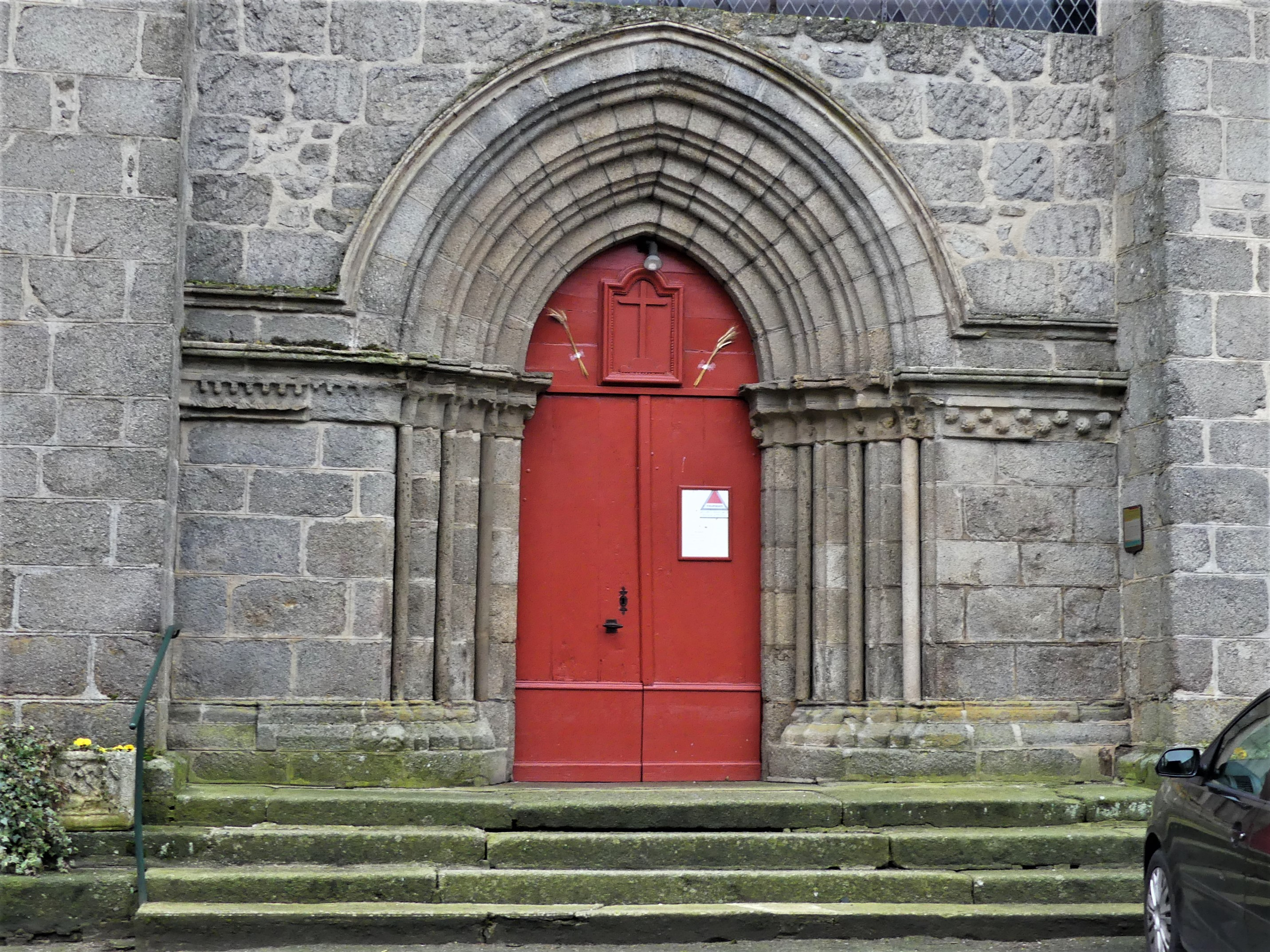
Le portail nord.
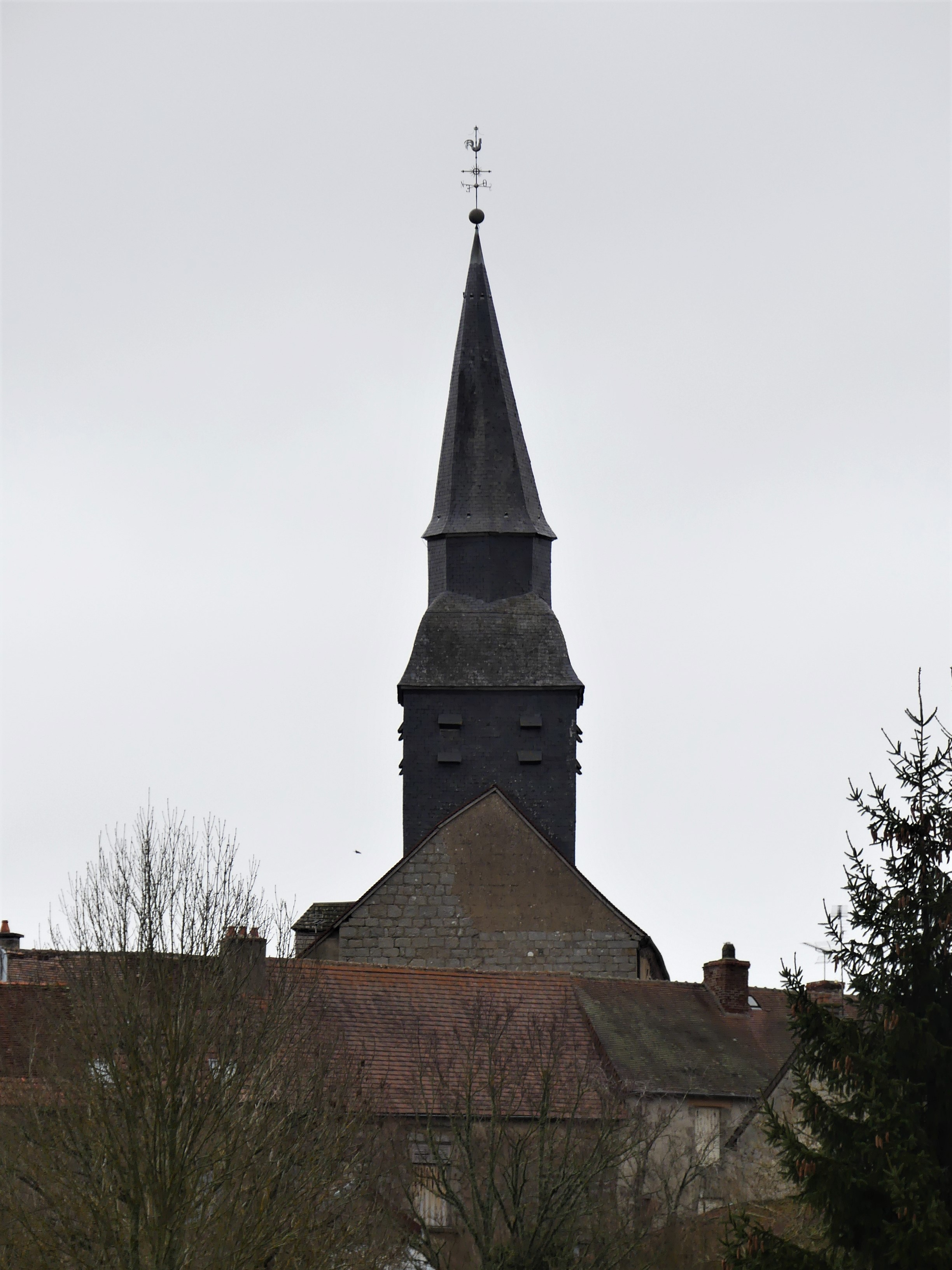
Le clocher.
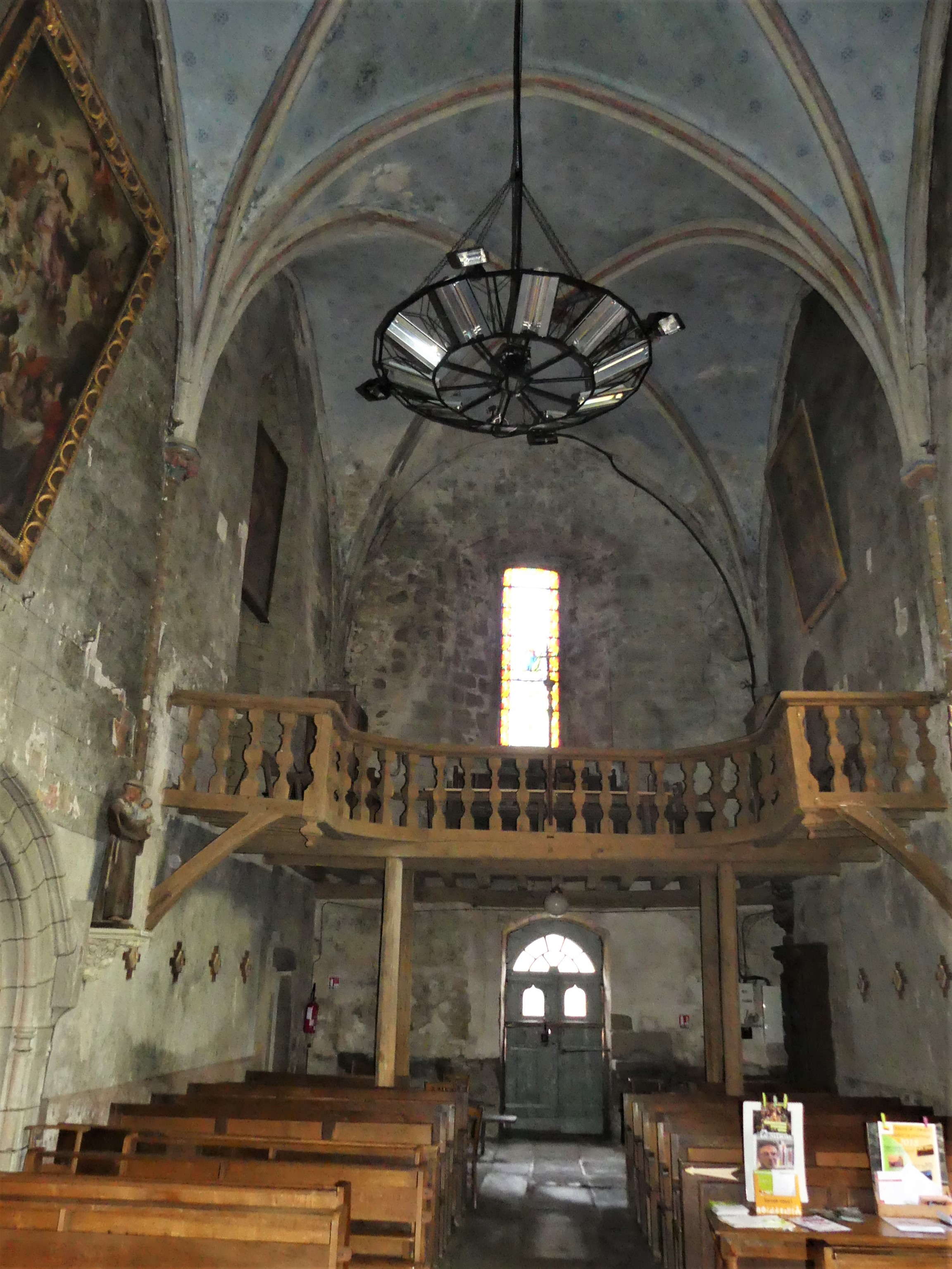
L'arrière de la nef et la tribune.
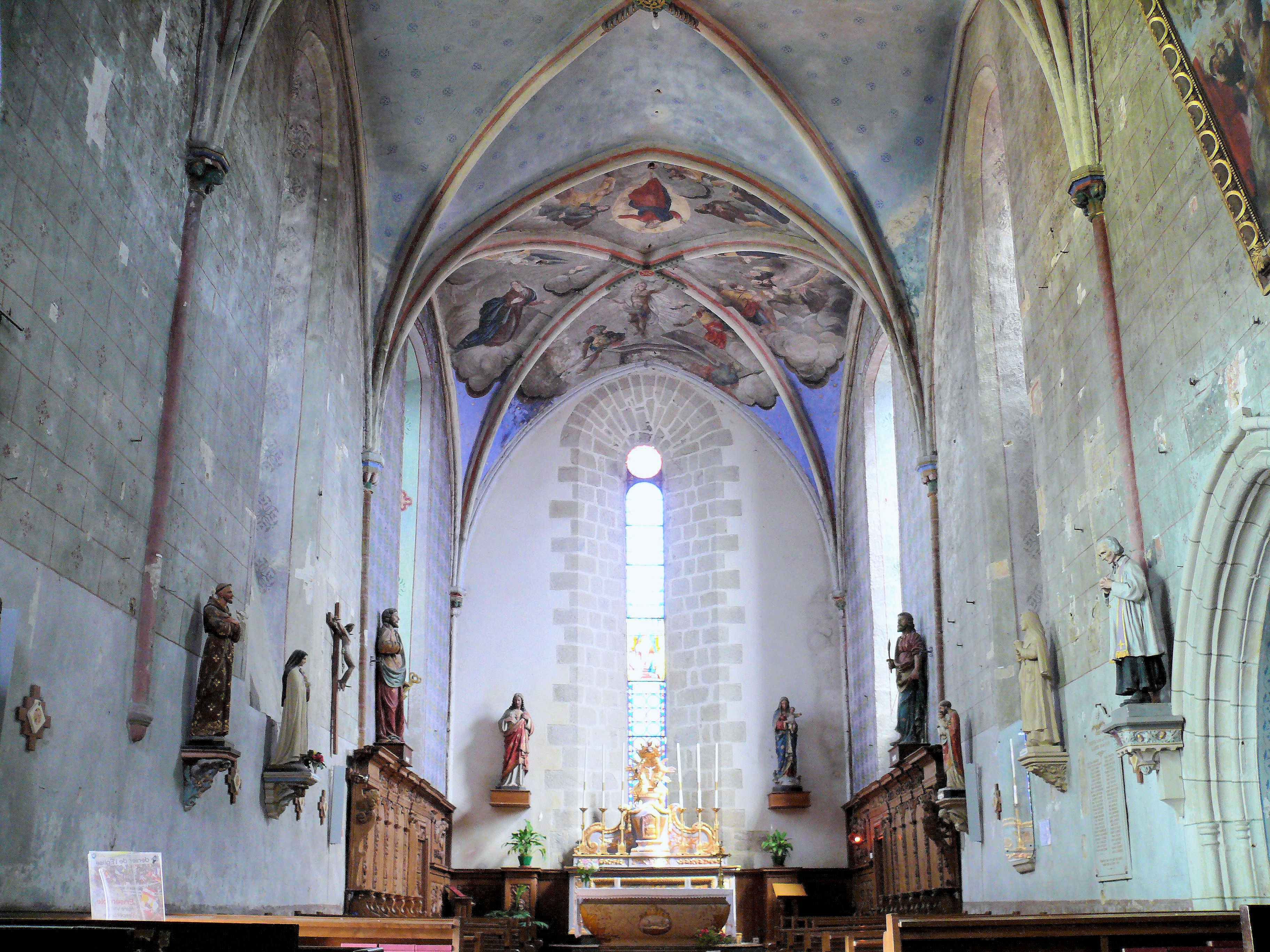
Le chœur avec son maître-autel, ses stalles et son plafond peint.
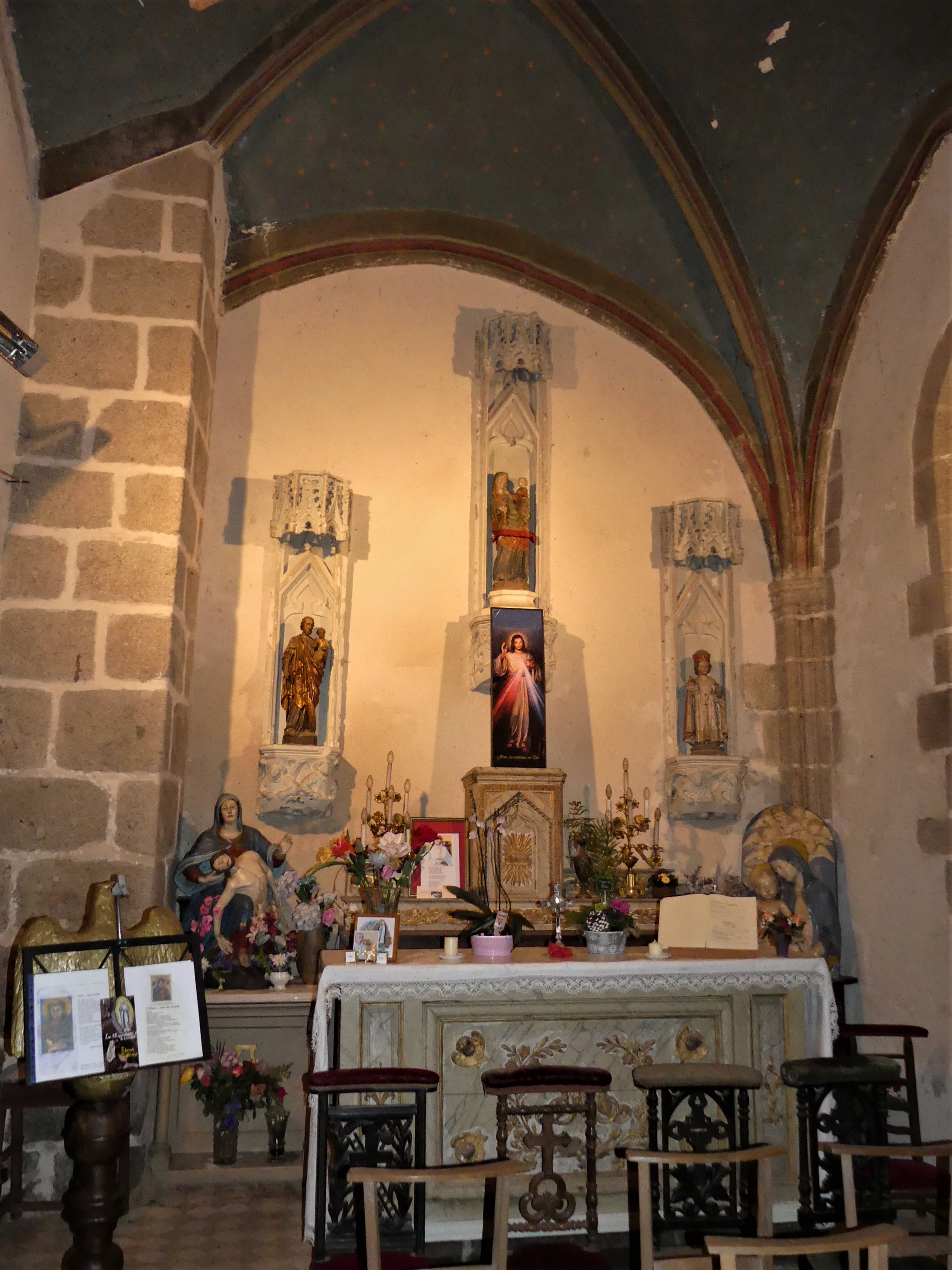
La chapelle d'Etangsannes.
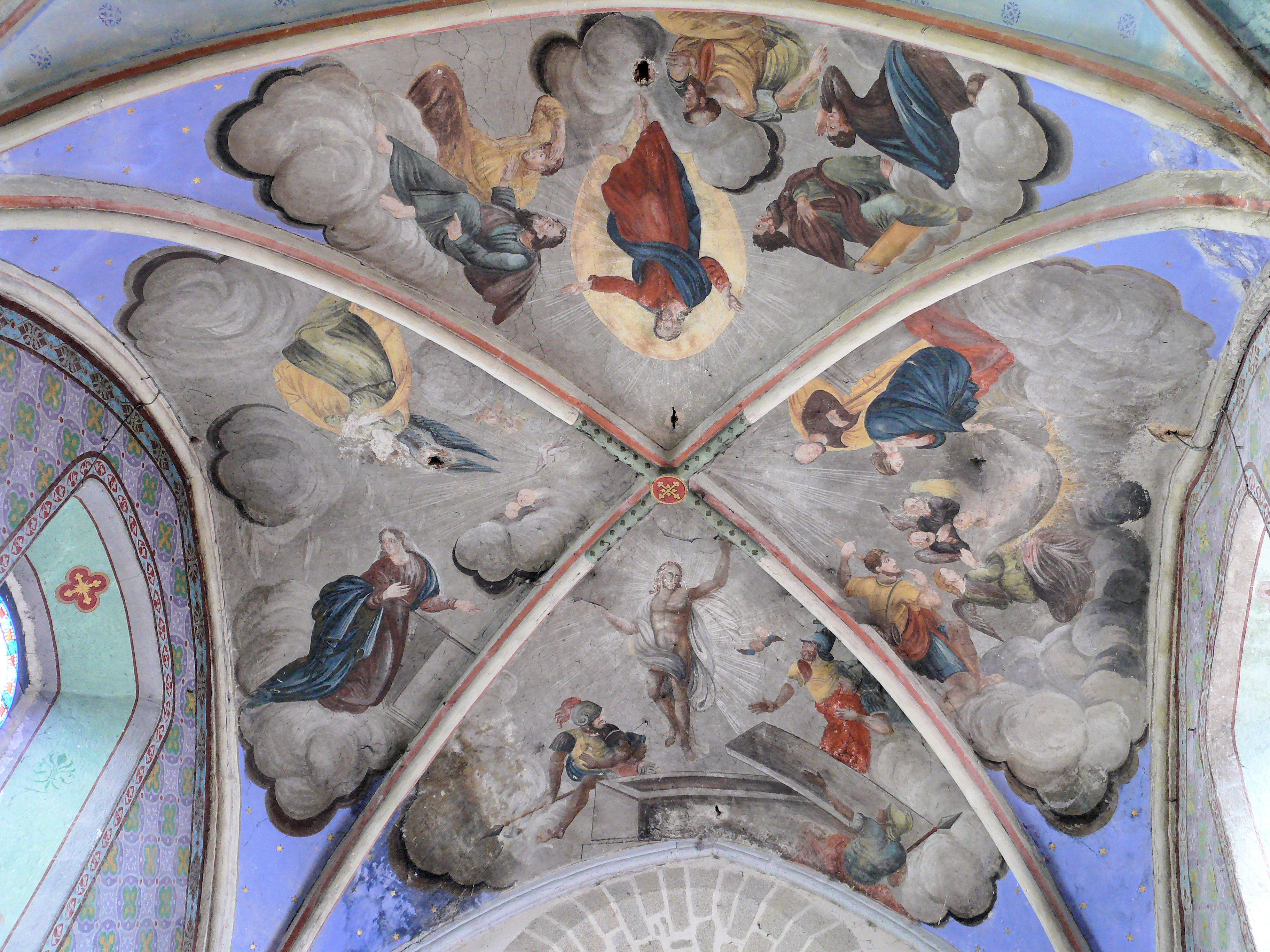
Le plafond peint du chœur.
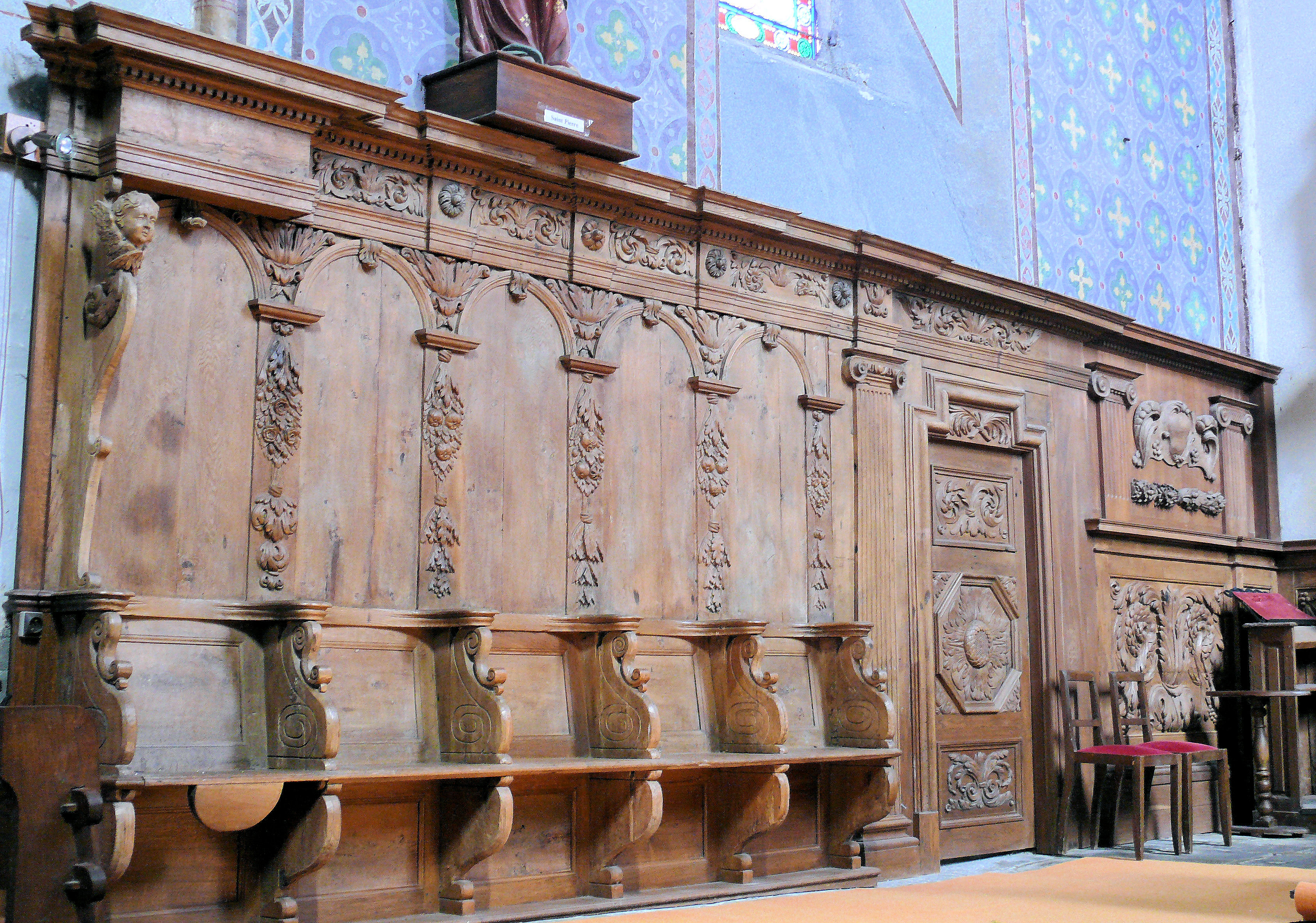
Stalles du chœur.
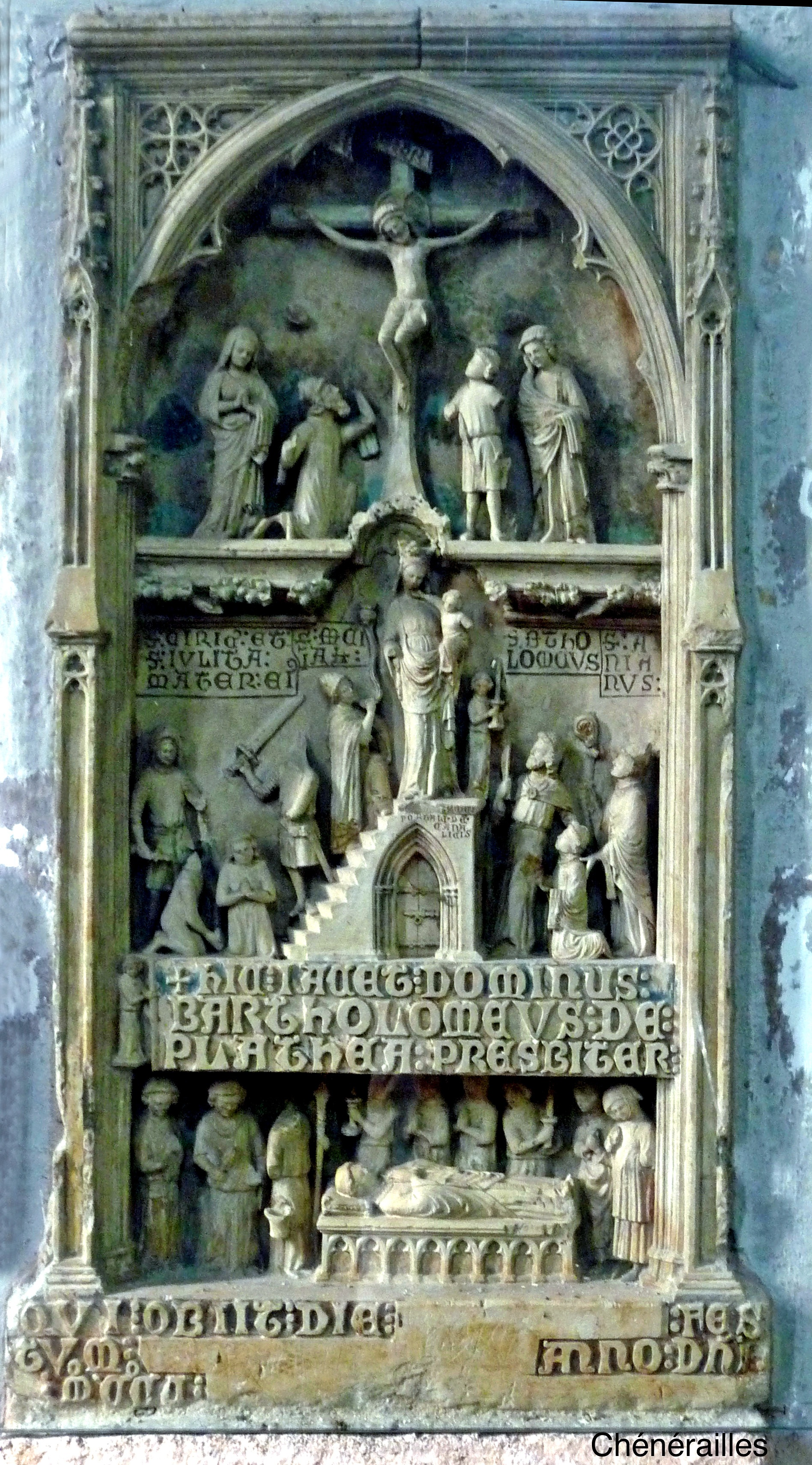
La plaque funéraire de Barthélemy de la Place.